# 육군지도참모부
육군지도참모부(陸軍指導參謀部, 독일어: Führungsstab des Heeres; Fü H)는 독일 연방방위군 육군의 과거 기관이다. 1957년 설립되어 2012년 하위 기관들이었던 육군청, 육군지도사령부와 합병되어 육군사령부를 출범시키며 해체되었다. 육군지도참모부는 그 존재 기간 동안 독일 육군의 최고 기관이었다.